# Exoplisia cadmeis
Exoplisia cadmeis is een vlindersoort uit de familie van de prachtvlinders (Riodinidae), onderfamilie Riodininae.
Exoplisia cadmeis werd in 1866 beschreven door Hewitson.